# San Giovanni (Ceppaloni)
San Giovanni, detta anche San Giovanni in Pino, è una frazione di 196 abitanti, del comune Ceppaloni, in provincia di Benevento.

## Geografia fisica
Si trova a nord-ovest di Ceppaloni proprio limitrofe alla frazione di Beltiglio, entrambe le frazioni si trovano in prossimità delle vicine Squillani, Zolli e Tufara Valle.

## Storia
Storicamente definito San Giovanni in Pino, venne unificato a Chianche (odierna Beltiglio), località che si formò tra il XII e il XIII secolo assieme ai casali di San Bartolomeo e Santa Croce. Quando Chianche fu ribattezzata Beltiglio, il casale di San Giovanni a differenza degli altri due casali si separò, formando assieme a Beltiglio una frazione limitrofe separata.

## Monumenti e luoghi d'interesse
- L'antica Chiesa di San Giovanni Battista, fondata nel XII secolo in onore di san Giovanni Battista patrono della frazione.
- Il palazzo Foglia (XVIII secolo) realizzato dai signori Foglia di Montesarchio.